# Форфейтинг
Форфéйтинг — фінансування міжнародної торгівлі шляхом обліку перевідних векселів без права регресу, тобто покупець векселя бере на себе весь ризик неплатежу і не може пред'явити претензії попередньому власнику.
В обмін на придбані цінні папери банк виплачує експортеру еквівалент їх вартості готівкою з вирахуванням фіксованої облікової ставки, премії за ризик неоплати зобов'язань та разового збору за зобов'язання купити векселі експортера.
Форфейтинг — це одна з нових форм кредитування зовнішньої торгівлі. Її поява зумовлена швидким зростанням експорту дорогого устаткування з тривалим терміном виробництва, посиленням конкурентної боротьби на світових ринках та зростанням ролі кредиту у розвитку світової торгівлі.

## Типи угод
- Експортна угода — сприяння надходженню коштів експортеру, який надав позику іноземному замовнику;
- Фінансова угода — швидке втілення довгострокових економічних зобов'язань.

## Процедура проходження
- Експортер та імпортер укладають договір про поставку товару з відстроченням оплати за нього.
- Форфейтер та експортер укладають договір, який передбачає зазначення вимог експортера до імпортера, враховуючи дисконт.
- Продавець (експортер) на основі договору доставляє товар покупцеві (імпортеру).
- Форфейтер отримає підтвердження виконаних домовленостей зі сторони експортера, виплачує йому кошти відповідно угоді, враховуючи комісію та дисконт.
- Імпортер зобов'язаний повернути борг форфейтеру у строки, вказані в договорі, або форфейтер перепродає борг (факторинговій компанії).
- При повній виплаті імпортером боргу форфейтеру, другий отримує чистий дохід у розмірі дисконту.

## Професійні асоціації
Найстарішою асоціацією форфейтингу у світі є VEFI, Асоціація форфейтерів Швейцарії (нім. Vereinigung von forfaitierenden Instituten in der Schweiz), яка була заснована в 1978 році. Міжнародна асоціація торгівлі та форфейтингу (ITFA) була заснована в 1999 році як всесвітня торговельна асоціація форфейтингової індустрії з грошовим внеском від VEFI. Її метою є розвиток ділових відносин та допомога іншим організаціям, пов'язаним з форфейтингом.